# Кіширід
Кіширід (рум. Chișirid) — село у повіті Біхор в Румунії. Входить до складу комуни Ножорід.
Село розташоване на відстані 431 км на північний захід від Бухареста, 11 км на південь від Ораді, 131 км на захід від Клуж-Напоки, 143 км на північ від Тімішоари.

## Населення
За даними перепису населення 2002 року у селі проживали 175 осіб, з них 171 особа (97,7%) румунів. Рідною мовою 170 осіб (97,1%) назвали румунську.